# Sepp-Benz-Gedächtnisrennen
Das Sepp-Benz-Gedächtnisrennen (auch: Sepp Benz Memorial) ist ein internationaler Rennrodelwettkampf, der seit 2021 zu Ehren von Josef Benz auf dem Olympia Bob Run St. Moritz–Celerina ausgetragen wird.

## Hintergrund
Josef Benz (1944–2021) war ein Schweizer Bobsportler und Rennrodelfunktionär, der nach dem Ende seiner aktiven Laufbahn den Rennrodelsport in der Schweiz massgeblich beeinflusst hatte. Er war für die Entstehung der Trainingsgemeinschaft von deutschen und Schweizer Rennrodlern verantwortlich und hat als Funktionär des internationalen Rennrodelverbandes Fédération Internationale de Luge die Weiterentwicklung des Sports über Jahrzehnte geprägt. Er hatte sich während der Saison 2020/21 dafür eingesetzt, dass das Weltcupfinale, welcher aufgrund der COVID-19-Pandemie nicht in China ausgetragen werden konnte, in St. Moritz stattfindet und wäre ohne seine COVID-19-Erkrankung, an der er kurz vor dem Beginn der Veranstaltung verstarb, als Funktionär des Schweizerischen Bobsleigh-, Schlittel- und Skeleton-Sportverband vor Ort tätig gewesen. Zu seinen Ehren wurde der Wettkampf ins Leben gerufen und soll künftig jährlich nach dem Ende der Weltcupsaison auf dem Olympia Bob Run St. Moritz–Celerina ausgetragen werden.

## Wettkampfmodus

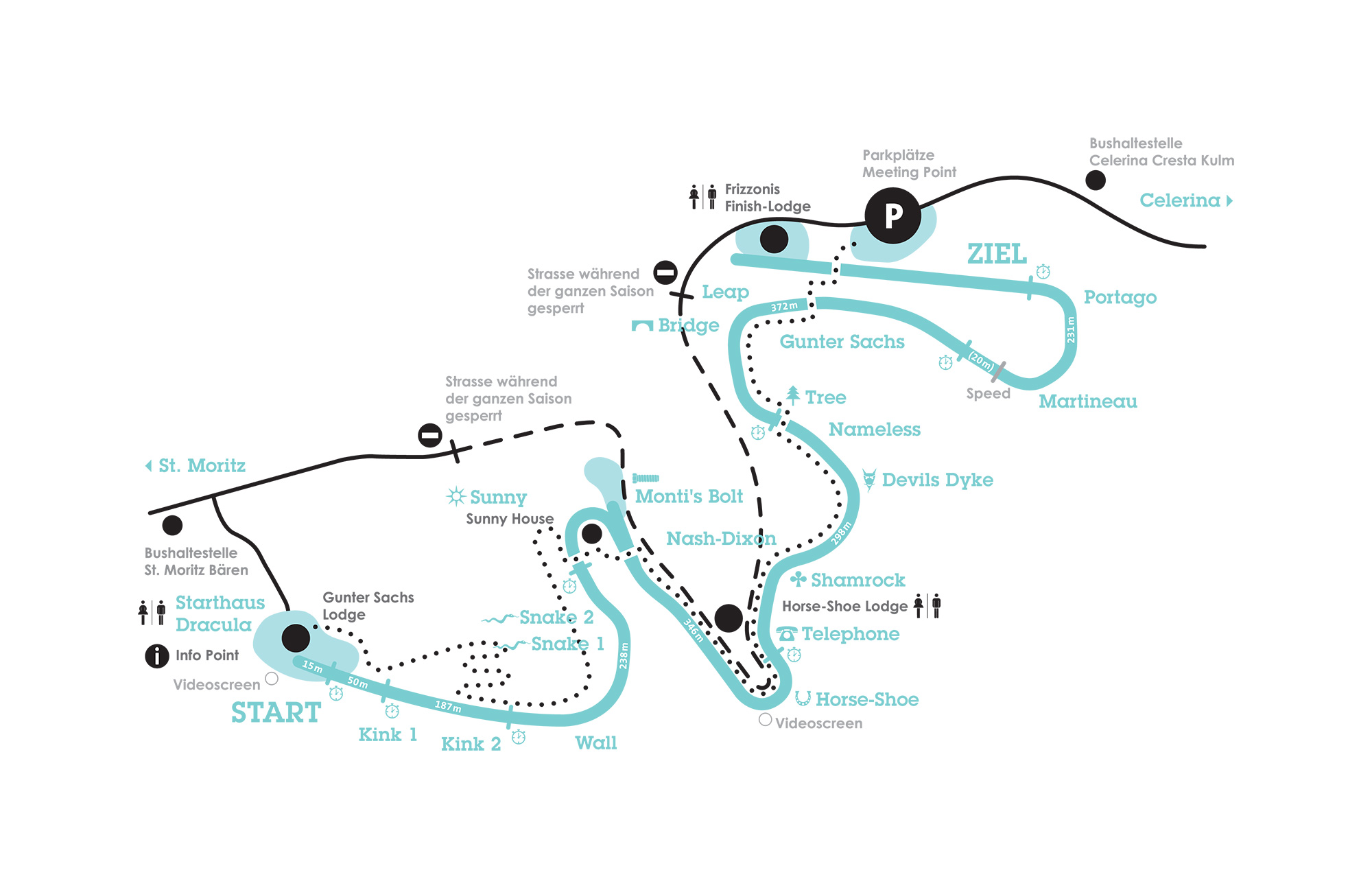
Streckenplan des Olympia Bob Run St. Moritz–Celerina

Der Olympia Bob Run verfügt über zwei Starthöhen: Tops am regulären Bob- und Skeletonstart an der Gunter Sachs Lodge und Monti's Bold unterhalb der Sunny Corner. Von Tops starten die Einsitzer der Männer und Frauen, von Monti's Bold die Doppelsitzer und eine gemischte Klasse für Einsitzer von Männern und Frauen, die vor allem die Altersklasse Junioren umfasst. Es werden somit vier Wertungen erstellt. Alle Rennen werden in der klassischen («olympischen») Disziplin des Rennrodelsport ausgetragen, einen Sprint- oder Teamstaffelwettbewerb gibt es nicht.
Da der Weltcupkalender der Saison 2022/23 angepasst und das Weltcupfinale in Winterberg nach hinten verlegt worden war, fand der Wettbewerb im Februar 2023 ohne die internationale Elite statt. Starts von der Starthöhe Tops fanden daher nicht statt, es gab lediglich Wettbewerbe im Einsitzer für Frauen und Männer von der Starthöhe Monti's Bold.

## Sieger
| Jahr | Starthöhe Tops            | Starthöhe Tops            | Starthöhe Tops            | Starthöhe Monti's Bold    | Starthöhe Monti's Bold    | Starthöhe Monti's Bold    | Starthöhe Monti's Bold    |
| Jahr | Einsitzer der Männer      | Gemischte Klasse          | Einsitzer der Frauen      | Doppelsitzer              | Gemischte Klasse          | Einsitzer der Männer      | Einsitzer der Frauen      |
| ---- | ------------------------- | ------------------------- | ------------------------- | ------------------------- | ------------------------- | ------------------------- | ------------------------- |
| 2021 | Felix Loch                | keine Wertung vorgenommen | Julia Taubitz             | Robin Geueke/David Gamm   | Andrea Vötter             | keine Wertung vorgenommen | keine Wertung vorgenommen |
| 2022 | keine Wertung vorgenommen | Max Langenhan             | Anna Berreiter            | Andris Šics/Juris Šics    | Kendija Aparjode          | keine Wertung vorgenommen | keine Wertung vorgenommen |
| 2023 | keine Wertung vorgenommen | keine Wertung vorgenommen | keine Wertung vorgenommen | keine Wertung vorgenommen | keine Wertung vorgenommen | Jens Friedrich            | Evelin Jahn-König         |